# Stanko Gogala
Stanko Gogala, slovenski pedagog, * 13. november 1901, Kranj, † 14. julij 1987, Ljubljana.
Bil je drugi slovenski univerzitetni pedagog po prof. Karlu Ozvaldu. Svojo precej izvirno pedagoško teorijo je zapustil v več kot 200 objavljenih strokovnih delih.

## Življenje
Rodil se je v Kranju kot najmlajši izmed petih otrok. Po osnovni šoli je obiskoval gimnazijo na Poljanah, nato pa na Filozofski fakulteti leta 1925 dokončal filozofske študije z doktorsko tezo O relacijski teoriji in pojmovanju fundacije in implikacije s predmetnoteoretičnega vidika. Nekaj časa je kot asistent ostal na fakulteti, leta 1927 je bil postavljen za suplenta na Državnem ženskem učiteljišču v Ljubljani, kjer je poučeval do 1946 (1930 je opravil državni izpit za srednješolskega profesorja). Leta 1933 je bil imenovan za privatnega docenta za pedagogiko. Naziv mu je bil za nekaj časa odvzet zaradi podpore Osvobodilni fronti, po osvoboditvi pa mu je bil vrnjen. Na pedagoški katedri oz. oddelku Filozofske fakultete, ki ga je po odhodu Karla Ozvalda oz. v povojnem času tudi vodil (do 1966), je spet predaval od leta 1945/46 in sicer od 1946 kot izredni in od 1959 kot redni profesor za občo pedagogiko in didaktiko do upokojitve 1967. 1964-66 je bil tudi dekan FF; med mandatom ga je zadela kap, kar je vplivalo na njegovo upokojitev. Bil je etično zgleden in humanistično čuteč pedagog.

## Akademsko delovanje
Stanko Gogala je bil publicistično zelo dejaven, saj je svoje misli, teorije in poglede predstavil v mnogih prispevkih, tako v knjigah, člankih, polemikah kot v ocenah. Celoto svoje teorije je predstavil v knjigah: O pedagoških vrednotah mladinskega gibanja (1931), Temelji obče metodike (1933), Uvod v pedagogiko (1939) in Obča metodika (1951). Od leta 1931 do 1941 je bil tajnik Slovenske šolske matice, do leta 1942 pa tudi sourednik revije Čas. S predavanjem Eden je vaš Učenik (Mat. 23,8) je leta 1935 sodeloval na Drugem evharističnem kongresu za Jugoslavijo v Ljubljani. Zanimiva je bila tudi njegova aktivna udeležba na t.i. Bohinjskem tednu leta 1939, ki ga je organiziralo akademsko socialno-kulturno društvo Zarja (svoje prispevke so tam predstavili tudi F. S. Finžgar, J. Janžekovič, E. Kocbek, S. Cajnkar, J. Šolar, B. Grafenauer idr.).

## Kulturna pedagogika
Gogalo lahko uvrstimo med predstavnike t.i. kulturne pedagogike, pedagoške smeri, ki razume vzgojo kot proces poosebljanja oziroma ponotranjenja objektivnega duha časa; ta je stanje duha določene dobe, ki se izraža v dosežkih kulture določene dobe (v filozofiji, literaturi itd.), razkriti pa ga je mogoče s hermenevtično analizo. Vzgoja je pojmovana kot doživljenjski kulturni proces, njen namen je pripeljati mlade do kulture in do razvijanja avtonomne osebnosti ter usposabljanja za ustvarjalno življenje v kulturni skupnosti, zato je kultura hkrati temeljni cilj in sredstvo vzgajanja. Izobraževanje je torej posredovanje/ privzemanje kulture, vzgoja pa proces, ki se dogaja v izobraževanju, ko učitelj zagotovi, da se poleg (prek) intelekta oblikujejo tudi čustva, motivi in volja, s tem da prek ustreznega doživljanja omogoča transformacijo kulturnih vrednot (objektivnega duha časa) v osebne vrednote (subjektivni duh). 

Kot filozofa pa ga lahko uvrščamo med slovenske personaliste, ki so bili pod močnim vplivom Romana Guardinija. V smislu personalizma je Gogala govoril o 'osebnostni plati metode'. Razlikoval je med metodo in didaktiko. Slednja je vezana na sam predmet preučevanja, medtem ko 'ima metoda tudi svoj izvor v sebi', kajti metoda je nujno osebna in mora izvirati samo iz subjekta. Zagovarjal je značilno personalistično idejo o udejanjenju celotnega človeka, to pomeni osebe v vseh njenih razsežnostih. Zavezanost obema smerema na področju pedagogike je razbrati tudi iz njegovih najpomembnejših pedagoških del. 

## Pedagoška avtoriteta in pedagoški eros
V slovenski pedagogiki je utemeljil koncept pedagoške avtoritete in pedagoškega erosa. To sta dva ključna pojma v vzgoji. Pri pedagoški avtoriteti gre za moč vplivanja vzgojnih dejavnikov in temelje zaupanja in spoštovanja vrednosti učitelja, šole in drugih dejavnikov. Mladina je začela odklanjati tradicionalne oblike avtoritete in od učitelja in šole pričakovala, da bosta svojo avtoriteto vzpostavila na trdnih notranjih temeljih. “Mladina noče malikov, ki bi bili bogovi, ker dobivajo od nekod drugod svoje božanstvo; ona hoče bogove, ki so bogovi sami po sebi.“ Mladina torej po Gogali ni več sprejemala zgolj pozicijskih atributov moči, ampak je od učitelja zahtevala, da razvije ustrezne duhovne moči, ki bodo povečale njegov ugled in pravo avtoriteto. Učitelj mora poskrbeti za svojo celostno kulturno in strokovno rast, saj lahko le na tej podlagi ustvari notranje psihološke temelje za vzpostavitev osebne avtoritete, brez katere ni kakovostnega vzgajanja. Pri pedagoškem erosu pa gre za učiteljeve subjektivne predpostavke uspešnega poučevanja in vzgajanja. Stvarni pedagoški eros je učiteljev osebni odnos do kulture, je njegova duhovna ljubezen do nje, učitelju, ki je res 'pedagog', je pedagoško delo, v katerem polno živi in se osebno izživlja, tako pri srcu, da ne more živeti brez takega načina dela. 

## Učitelj in učenec
Gogala je bil velik zagovornik šole in pouka, ki bi podpirala aktivno sodelovanje otroka pri sprejemanju učne snovi in bi si prizadevala za učenčevo samostojnost v smeri razvijanja novih interesov, do česar pa je mogoče priti šele na podlagi trdnega obvladanja določene učne snovi. Poleg informativnega, izobraževalnega vidika pouka Gogala zahteva, da mora biti učna snov 'etično fundirana', temeljiti mora na sodelovanju učenca in učitelja, vendar 'ob vodstvu učitelja'. Zagovarja razvijanje in spodbujanje otrokove samostojnosti pri pouku, vendar pravi, da se je treba zavedati, da otrokova samostojnost ni absolutna in ne sme voditi v egocentričen ekstrem. Učna metoda mora biti zgolj sredstvo za dosego ciljev šole, ne pa da je sama cilj. Kot pedagoški praktik in teoretik je zavračal pretirano obremenjevanje učencev z učno snovjo, hkrati pa je poudarjal formalno izobraževalno in vzgojno nalogo šole. Prizadeval si je za večjo afirmacijo splošne izobrazbe v šolskem sistemu, še posebej pri izobraževanju učiteljev. Vzgoja je po njegovem prepričanju »učlovečenje človeka«, izpostavljal je pomen razvoja individualnosti vsakega posameznika, kot enega ključnih dejavnikov uspešne vzgoje pa je videl ustrezno interakcijo med učiteljem in učencem oziroma vzgojiteljem in vzgajancem. Za Gogalo je bilo pomembno oblikovati šolo kot socialno skupnost, v kateri vladajo etične (duhovne) vrednote in socialna čustva.
Gogalov izvirni in izjemno pomembni prispevek je, da je obogatil didaktiko s kulturološkim in osebnostnim aspektom, da je močneje izpostavil psihološko in vrednotno stran didaktike, s tem pa implicite tudi učno individualizacijo.

## Izbrana dela
- O relacijski teoriji in pojmovanju fundacije in implikacije s predmetno-teoretičnega vidika (1925)
- O pedagoških vrednotah mladinskega gibanja (1931)
- Temelji obče metodike (1933)
- Uvod v pedagogiko (1939)
- Obča metodika (1951)
- Obča metodika, 2. izdaja (1966)